# Мис, Андреас
Андреас Мис (немецкое произношение: [ʔanˈdʁeːas ˈmiːs]; род. 21 августа 1990, Кёльн, ФРГ) — немецкий теннисист; победитель двух турниров Большого шлема в парном разряде (Открытый чемпионат Франции-2019, 2020); победитель семи турниров ATP в парном разряде.

## Общая информация
Родителей Андреаса зовут Франц и Клаудия; у него есть братья Михаэль и Кристьян, а также сестра Александра. Начал играть в теннис в 6 лет вместе со старшим братом.
Любимая поверхность — хард; любимый турнир — Уимблдонский турнир. Андреас вдохновлялся игрой Бориса Беккера, Роджера Федерера и Томми Хааса. Болельщик футбольного клуба Боруссия Дортмунд.

## Спортивная карьера

### 2018
Мис дебютировал в ATP на Уимблдоне в парном разряде с партнером Кевином Кравицем, где они проиграли в третьем раунде будущим чемпионам Майку Брайану и Джеку Соку, несмотря на то, что у них было два матч-поинта.

### 2019
Мис выиграл свой первый титул в парном разряде ATP в Нью-Йорке с Кравицем.
Вместе с Кравицем они сенсационно выиграли титул Открытого чемпионата Франции в парном разряде в качестве несеянных игроков, победив в финале французский дуэт Жереми Шарди и Фабрис Мартен. Эта победа сделала их первой немецкой командой в открытой эре, которая выиграла титул Большого шлема, и первой после Готфрида фон Крамма и Хеннера Хенкеля в 1937 году.
Следующее успешное выступление в парном разряде последовало на Открытом чемпионате США, где пара дошла до полуфинала. Затем они выиграли турнир в Антверпене, обыграв в финале одну из топовых пар Раджив Рам / Джо Солсбери 7-6(1), 6-3.
Благодаря полуфиналу на Мастерсе в Париже, Кравиц и Мьес обеспечили себе участие в Итоговом турнире года. По ходу турнира они обыграли в первом круге Фабио Фоньини и Фелисиано Лопеса, во втором Марина Чилича и Пабло Куэваса, в четвертьфинале Джейми Маррея и Нила Скупски, а в полуфинале поражение настигло от титулованных теннисистов Николя Маю и Пьера-Юга Эрбера.
На Итоговом турнире на групповом этапе Кравиц и Мьес сначала обыграли пару Жан-Жюльен Ройер / Хория Текэу, однако затем последовали поражения от пары Пьер-Юг Эрбер/Николя Маю и Хуан-Себастьян Кабаль/Роберт Фара. В итоге они не вышли из группы.
На Кубке Дэвиса 2019 Кравиц и Мьес играли в парном разряде. Сначала они выиграли у пары из Аргентины Максимо Гонсалеса и Леонардо Майера 6-7(4), 7-6(2), 7-6(18). Счёт 20:18 на тай-брейке в третьем сете стал рекордным тай-брейком для Кубка Дэвиса. Для сборной Германии эта встреча была важной только с точки зрения счёта и оформила сухую победу 3:0. В матче с Чили после одиночных встреч счёт был 1:1, и парная встреча была решающей. Они выиграли в двух сетах у пары Томас Барриос / Алехандро Табило, принеся Германии победу 2:1. Сборная Германии вышла в четвертьфинал с первого места. Но в четвертьфинале против Великобритании парная встреча не состоялась. Великобритания победила 2:0.

### 2020
В 2020 году Мис с Кравицем защитили титул на Открытом чемпионате Франции. В финале они обыграли пару Мате Павич/Бруно Соарес.

## Рейтинг на конец года
| Год  | Одиночный рейтинг | Парный рейтинг |
| 2023 |                   | 33             |
| 2022 |                   | 24             |
| 2021 |                   | 49             |
| 2020 |                   | 20             |
| 2019 |                   | 11             |
| 2018 |                   | 73             |
| 2017 |                   | 131            |
| 2016 | 1 236             | 181            |
| 2015 | 1 486             | 1 551          |
| 2014 | 923               | 506            |
| 2013 | 985               | 527            |
| 2011 | 1 510             |                |

## Выступления на турнирах

### Финалы турниров Большого шлема в парном разряде (2)

#### Победы (2)
| №  | Год  | Турнир                         | Покрытие | Партнёр      | Соперники в финале         | Счёт       |
| 1. | 2019 | Открытый чемпионат Франции     | Грунт    | Кевин Кравиц | Фабрис Мартен Жереми Шарди | 6-2 7-6(3) |
| 2. | 2020 | Открытый чемпионат Франции (2) | Грунт    | Кевин Кравиц | Мате Павич Бруно Соарес    | 6-3 7-5    |

### Финалы турнировATPв парном разряде (9)

#### Победы (7)
| Легенда                       |
| ----------------------------- |
| Турниры Большого шлема (0+2)* |
| Итоговый турнир ATP (0)       |
| Мастерс (0)                   |
| АТР 500 (0+1)                 |
| АТР 250 (0+4)                 |

| Титулы по покрытиям | Титулы по месту проведения матчей турнира |
| ------------------- | ----------------------------------------- |
| Хард (0+2)*         | Зал (0+2)                                 |
| Грунт (0+5)         | Зал (0+2)                                 |
| Трава (0)           | Открытый воздух (0+5)                     |
| Ковёр (0)           | Открытый воздух (0+5)                     |

* количество побед в одиночном разряде + количество побед в парном разряде.
| №  | Дата            | Турнир                         | Покрытие   | Партнёр         | Соперники в финале                     | Счёт                 |
| 1. | 17 февраля 2019 | Нью-Йорк, США                  | Хард (зал) | Кевин Кравиц    | Сантьяго Гонсалес Айсам-уль-Хак Куреши | 6-4 7-5              |
| 2. | 8 июня 2019     | Открытый чемпионат Франции     | Грунт      | Кевин Кравиц    | Фабрис Мартен Жереми Шарди             | 6-2 7-6(3)           |
| 3. | 20 октября 2019 | Антверпен, Бельгия             | Хард (зал) | Кевин Кравиц    | Раджив Рам Джо Солсбери                | 7-6(1) 6-3           |
| 4. | 10 октября 2020 | Открытый чемпионат Франции (2) | Грунт      | Кевин Кравиц    | Мате Павич Бруно Соарес                | 6-3 7-5              |
| 5. | 24 апреля 2022  | Барселона, Испания             | Грунт      | Кевин Кравиц    | Уэсли Колхоф Нил Скупски               | 6-7(3) 7-6(5) [10-6] |
| 6. | 1 мая 2022      | Мюнхен, Германия               | Грунт      | Кевин Кравиц    | Давид Вега Эрнандес Рафаэл Матос       | 4-6 6-4 [10-7]       |
| 7. | 27 июля 2024    | Китцбюэль, Австрия             | Грунт      | Александр Эрлер | Хендрик Йебенс Константин Францен      | 6-3 3-6 [10-6]       |

#### Поражения (2)
| №  | Дата            | Турнир           | Покрытие   | Партнёр           | Соперники в финале           | Счёт          |
| 1. | 25 октября 2020 | Кёльн, Германия  | Хард (зал) | Кевин Кравиц      | Равен Класен Бен Маклахлан   | 2-6 4-6       |
| 2. | 21 апреля 2024  | Мюнхен, Германия | Грунт      | Ян-Леннард Штруфф | Юки Бхамбри Альбано Оливетти | 6-7(6) 6-7(5) |